# Fohren-Linden
Fohren-Linden là một đô thị thuộc huyện Birkenfeld, bang Rheinland-Pfalz, Đức. Đô thị này có diện tích 6,6 km².